# Droyßig
Droyßig település Németországban, azon belül Szász-Anhalt tartományban. Lakosainak száma 1860 fő (2023. december 31.). Droyßig Kretzschau, Wetterzeube, Heideland, Walpernhain, Osterfeld és Meineweh községekkel határos.

## Népesség
A település népességének változása:
| Lakosok száma | 2365 | 2413 | 2049 | 2071 | 2040 | 1992 | 1989 | 1985 | 1910 | 1860 |
|               | 1995 | 2001 | 2010 | 2011 | 2013 | 2016 | 2017 | 2019 | 2022 | 2023 |